# Duga Resa
Duga Resa är en stad i Kroatien. Staden har 12 114 invånare (2001) och ligger i Karlovacs län i centrala Kroatien.

## Historia
1380 nämns staden för första gången i ett skrivet dokument. Stadens strategiska läge mellan det kontinentala (centrala Kroatien och Slavonien) och kustnära delarna av landet har haft stor betydelse för stadens utveckling. 1873 byggdes en järnväg från Rijeka till Karlovac som passerade Duga Resa vilket ledde till att staden fick en ekonomisk tillväxt.

## Övrigt
- Den kroatiska bordtennisspelaren Antun Stipančić föddes i staden.